# Riksdagen 1903
Riksdagen 1903 ägde rum i Stockholm.
Riksdagens kamrar sammanträdde i gamla riksdagshuset den 15 januari 1903. Riksdagsarbetet inleddes ceremoniellt genom riksdagens högtidliga öppnande i rikssalen på Stockholms slott den 17 januari. Första kammarens talman var Gustaf Sparre (oberoende), andra kammarens talman var Axel Swartling (Lantmannapartiet). Riksdagen avslutades den 23 maj 1903.